# Друга чехословачка република
Друга чехословачка република, званично Чешко-Словачка Република (чеш. Česko-Slovenská Republika, слч. Česko-Slovenská republika), била је федеративна држава, која је настала у јесен 1938. године, путем уставног преуређења дотадашње Чехословачке Републике. Састојала се из три федералне јединице. Прву су чиниле Чешке земље, без шире политичке аутономије у односу на централну владу у Прагу. Другу јединицу је чинила аутономна Словачка, са широком самоуправом и сопственом земаљском владом у Братислави. Трећу јединицу је чинила аутономна Поткарпатска Русија, са сопственом земаљском владом у Хусту, која је самостално променила земаљски назив у Карпатска Украјина. Услед унутрашње кризе и спољних притисака, Чешко-Словачка Република није успела да се консолидује, тако да се распала већ у марту 1939. године.
Трансформација првобитне Чехословачке Републике у федеративну Чешко-Словачку Републику представљала је покушај решавања дубоке политичке и друштвене кризе у коју је држава запала након губитка подршке западних савезника и принудног прихватања изузетно неповољних међународних обавеза у виду одрицања од знатног дела државне територије у корист суседних држава. Према одредбама Минхенског споразума (30. септембар 1938. године), нацистичкој Немачкој су морале бити препуштене Судетске области. Недуго потом, према одредбама Прве бечке арбитраже (2. новембар 1938. године), Мађарској су морали бити препуштени јужни делови Словачке, као и погранични део Поткарпатске Русије. Територијални губици су довели до распламсавања унутрашње кризе и обнове захтева за политичким преуређењем државе.
Током октобра и новембра 1938. године, централне државне власти су начиниле низ уступака у виду преноса додатних надлежности на покрајинске органе власти, прво у Словачкој, а затим и у Поткарпатској Русији. Уставно преуређење је озваничено 22. новембра 1938. године, доношењем уставних закона о децентрализацији државне управе, чиме је створена Чешко-Словачка Република. Иако су источни делови државе добили висок степен самоуправе, то није задовољило разне политичке снаге које су се залагале за независност, ослањајући се притом и на подршку појединих суседних држава (Немачка и Мађарска), које су прижељкивале потпуни распад чешко-словачке државе. 
Потпуни државни колапс наступио је већ средином марта 1939. године, када је дошло до проглашења независности Словачке и такозване Карпатска Украјина, што су одмах искористиле суседне државе: нацистичка Немачка је окупирала западни део државе и успоставила Чешко-моравски протекторат, док је Мађарска у исто време заузела и анектирала подручје Карпатске Украјине. Самостална Словачка је опстала као сателитска држава Трећег рајха. Група чешких и словачких политичара који су емигрирали у западне државе, формирала је у јесен 1939. године избегличку чехословачку владу, која је наставила да се бори за обнову чешко-словачке државе.

## Историја
Доласком Адолфа Хитлера на власт у Немачкој, долази до нагле промене односа између ове две републике. Хитлеров план уједињења свих Немаца у једну државу је било против Париског уговора на којем је била заснована Прва чехословачка република. Већ од септембра 1934. године, нацисти су финансирали Конрада Хенлајна, вођу судетских Немаца, да појача агитовање и седицију међу чехословачким Немцима. На изборима 1935. године, Конрадова пронацистичка партија придобила је преко 60% гласова судетских Немаца.
Највећи сукоби између чехословачких власти и немачке мањине јесу били закони о употреби језика и закони о реформи земљишта. Закон о употреби језика из 1920. уз реформу из 1926. године је употребу мањинских језика омогућавао у срединама где су мањине чиниле преко 20% становништа, у складу са нормама из предратне Аустроугарске и омогућио је отварање школа на мањинским језицима тамо где је било најмање четрдесеторо деце из мањинске групе. Упркос закону, судетски Немци су сматрали да су у угроженом положају у односу на већинско становништво.
Након аншлуса Аустрије, појачане су тежње судетских Немаца за одвајање од Чехословачке. Већ 29. априла 1938. године, Хенлејн је, уз подршку Хитлера тражио од чехословачке власти у Карловим Варима (тадашњем Карлсбаду) скоро потпуну аутономију за чешке Немце али и потпуно преоријентисање до тада прозападне спољне политике у политику ближу нацизму и нацистичкој идеологији.
Упркос борбама Едварда Бенеша, тадашњег председника и спремношћу чехословачке владе да се бори и употребом силе, захваљујући притиску британске и француске владе, пре свега премијерима Невилу Чемберлену и Едуар Далајдеу, након вишемесечне кризе, Прва чехословачка република је пристала да потпише Минхенски споразум и тиме да престане да постоји.

### Период након Минхенског споразума
Као резултат Минхенског споразума, веома ослабљена Чехословачка република је присиљена на даље слабљење услед раста незадовољства других мањинских група. Изврши одбор популистичке Словачке народне партије је одржао састанак у Зилини, 5. октобра 1938. године и уз пристанак свих словачких странака, сем социјал - демократа, створили су аутономну Словачку владу, чији је премијер постао Јозеф Тисо. Слично томе, дошло је до стварања аутономне власти у Закапартју, од стране русофилских и украјинофилских странака. Овај аутономни крај је преименован у Карпато-Украјину.
У новембру 1938. године, Бенеш је препустио власт свом наследнику Емилу Хахију. Друга чехословачка република је постала федеративна република, састављена из три дела: Чешке (у чији састав су ушле окрњене Бохемија и Моравска), Словачке без јужних делова и Карпато-Украјине.
Већ почетком 1939. године, са пропашћу разговора између Хитлера и Пољске, било је неминовно да ће ослабљена Чехословачка прва бити на мети нацистичке војске. Захваљујући ревидирању граница, некадашње војне баријере између Чешке, Аустрије и Немачке су припале Немачкој, те Хитлер почиње преговоре са словачком пронацистичком Народном партијом о одвајању Словачке уз Хитлерову подршку. Рано ујутру, 14. марта 1939. године, Словачки Сабор је прогласио независност прве Словачке републике, а истовремено је то урадила и Карпато-Украјина. Мађарске снаге су, уз помоћ Хитлера, ушле исти дан у Карпато-Украјину и окупирале је уз делове источне Словачке, уз отпор, који је убрзо срушен.
Уз претњу ваздушног напада на Праг, Хитлер је наредио председнику Хахију да капитулира, рано ујутру 15. марта 1939. године. Немачке трупе су ушле у територију Чехословачке без икаквог отпора. У Прашком замку, 16. марта 1939. године, Хитлер лично је прогласио крај Чехословачке и стварање немачког протектората Бохемије и Моравске.
Након Другог светског рата, основана је трећа Чехословачка република у предратним границама, али без Закарпатја.